# Odkolek von Augezd

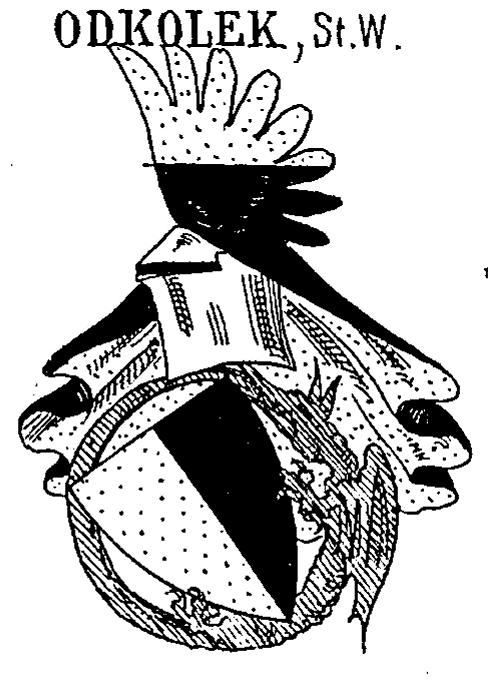
Stammwappen derer von Odkolek bei Johann Siebmacher

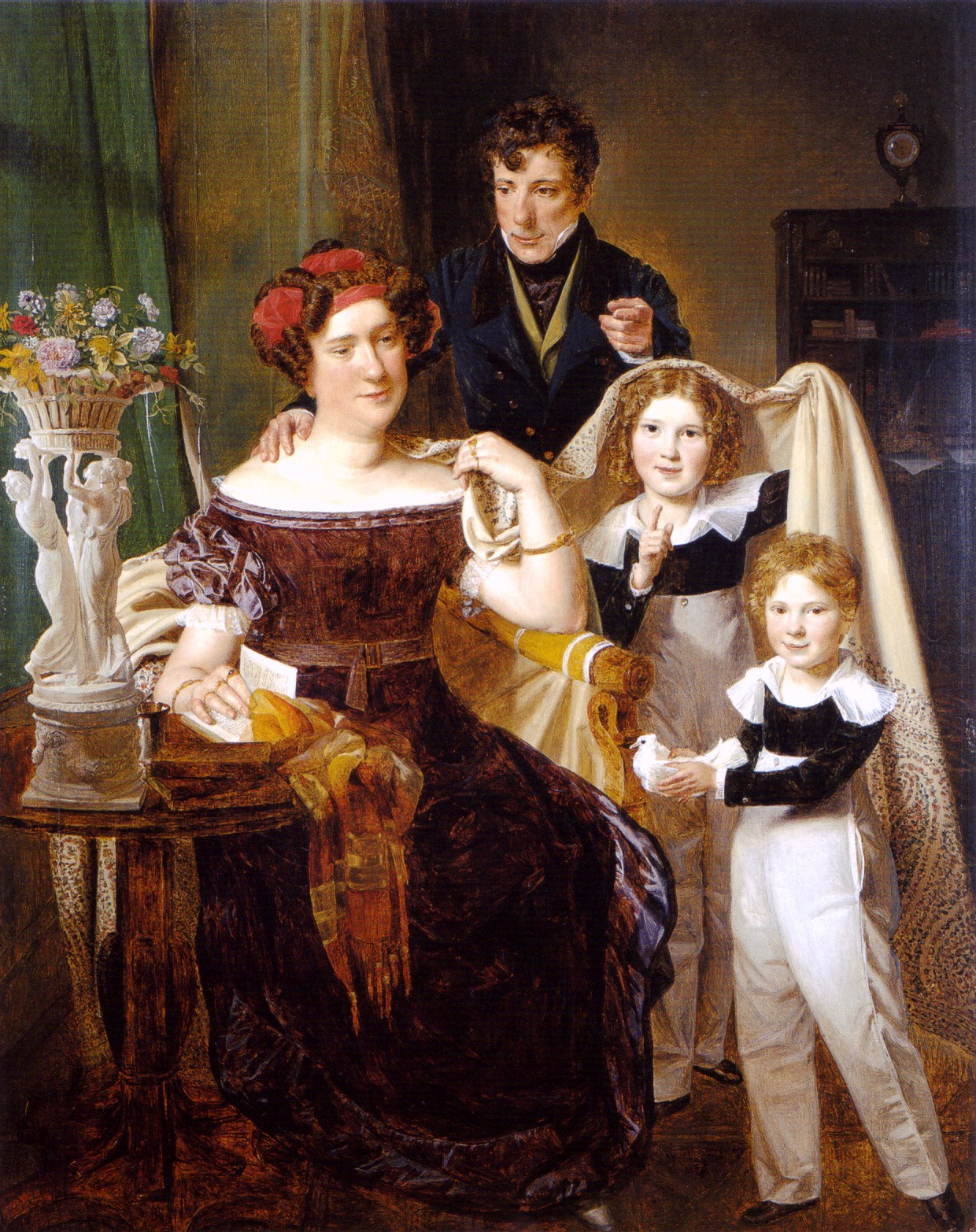
Bildnis "Freiherr von Odkolek mit seiner Gattin und den beiden Söhnen", 1826 von Ferdinand Georg Waldmüller

Odkolek von Augezd(etz) (auch Ottkolek von Augezd, Odkolek von Újezd, tschechisch Odkolkové z Újezdce) ist der Name eines alten böhmischen Adelsgeschlechts, das sich auch in Mähren, Österreich, Schlesien und Preußen ausbreitete. 1680 wurde ein Zweig in den böhmischen Freiherrenstand erhoben.

## Geschichte
Der Überlieferung nach soll Georg von Augezd für seine Tapferkeit im Kampf gegen die Türken von König Ottokar I. Premysl eigenhändig zum Ritter geschlagen worden sein und den Namen "Odkolek von Augezd" erhalten haben. Das ritterliche Geschlecht erscheint erstmals urkundlich 1383–1398 mit Nicolaus Odkolek ab Augezd, Wladyke auf Nasedlnicz und seinem Sohn Jaross. 1468 kämpfte der Ritter Georg von Odkolek im Krieg zwischen Georg von Podiebrad und Matthias Corvinus. Die Stammreihe beginnt mit Ritter Johann Odkolek von Augezd († 1542). 1575 baten die Ritter Adam, Friedrich, Hieronymus und Wilhelm Odkolek von Oujezdec Kaiser Maximilian II. um Glaubensschutz. Johann Odkolek von Augezdec kaufte 1592 das Guter Ober- und Unter-Hermsdorf für 11.000 Gulden, 1602 das Gut Schildberg für 16.000 Gulden und nach 1602 die Herrschaft Blauda für 50.000 Gulden, die alle im Olmützer Kreis lagen. Am 24. Oktober 1619 wurde der alte Jan Ottolek auf Schloss Hermsdorf von seinem eigenen Gesinde ermordet und darauf im Dominikanerkloster zu Schönberg begraben. Johann der Ältere Odkolek, Herr auf Hermsdorf, Schildberg, Lublitz, Morawetz, Blauda und Falkenberg, Kreishauptmann des Olmützer Kreises, nahm während des Dreißigjährigen Krieges an der böhmisch-mährischen Rebellion teil, worauf er außer Landes floh. Seine Güter wurden vom königlichen Fiskus eingezogen. Des Weiteren wurde in Böhmen Heinrich Odkolek wegen seiner Teilnahme an der Rebellion, die Hälfte seines Vermögens entzogen und sein Gut Ober-Waltinow im Saazer Kreis konfisziert. Später war die Familie in Mähren nur noch minderbegütert. Anna und Margaretha Odkolek erhoben Ansprüche auf Hermsdorf und Schildberg, wurden jedoch von der Kommission abgewiesen. Von 1649 bis 1654 besaß Burian Odkolek von Augezdec das Gut Stepanowitz im Znaimer Kreis. 1659 erscheint Albert Odkolek von Augezdec als Besitzer des Gutes Battelau im Iglauer Kreis.
1656 erhielt der kaiserliche Oberhauptmann und Hofkammerrat Wilhelm Heinrich Odkolek von Augezd von Kaiser Leopold I. das mährische Inkolat sowie am 1. Februar 1680 in Prag den böhmischen Freiherrenstand. Er vereinigte sein väterliches Wappen mit dem seiner Großmutter der Wartenberger. Der kaiserliche Truchsess Albrecht Ladislaw Odkolek von Augezd verkaufte 1660 ein Teil des Gutes Littisch an die Jesuiten. In Schlesien kam ein Erasmus Ottolek von Augest vor, der mit Helena Susanna von Hörnig († 1692), aus Marklissa, begraben in St. Elisabeth in Breslau, verheiratet war. Der kurbrandenburgische Major Johann Wilhelm Odkolek von Augezd besaß das Gut Brossoven bei Sehesten in Preußen. Den freiherrlichen Stamm setzte Joseph Freiherr Odkolek von Augezd (1818–1862) fort, der mit seiner Familie in Wien lebte. Er war ein Sohn des niederösterreichischen Regierungskonzipisten Albert Joseph Odkolek von Augezd († 1857).

## Wappen
- Blasonierung des Stammwappens: Von Gold und Schwarz gespalten; um den ganzen Schild ein grüner Drache ringförmig gelegt. Auf dem Helm ein von Gold und Schwarz Flügel. Die Helmdecken sind schwarz-golden.[2] Im GHdA ist es anders blasoniert: In Blau ein wachsender goldener Steinbock. Auf dem Helm mit blaugoldenen Decken der wachsende Bock.[3]
- Blasonierung des Ritter- und Freiherrenwappens: Geviert mit einem von Gold und Schwarz gespaltenen Herzschild, um den ein grüner Drache ringförmig gelegt ist. Felder 1 und 4 in Blau ein wachsender goldener Steinbock; Felder 2 und 3 in Silber ein roter Balken. Zwei gekrönte Helme: I. von Schwarz und Gold geteilter Flügel. Die Helmdecken sind blau-golden. II. ein geharnischter Arm, Schwert an goldenem Griff in der Hand haltend. Die Helmdecken sind rot-silbern.[4]
- Blasonierung des Freiherrenwappens von 1680: Quadriert, mit einem von Gold und Schwarz geteilten ovalen Herzschild, den ein sich in den Schweif beißender goldgrüner Lindwurm mit nach oben und rechts gewendeten Kopf umgibt. In Feld 1 und 4: In Gold das bei der Leibesmitte abgehauene, noch blutende Vorderteil eines einwärts springenden, grauen Steinbocks. In Feld 2 und 3: In Schwarz ein goldener Querbalken. Zwei gekrönte Helme mit schwarz-goldenen Decken. Der rechte trägt einen von Gold über schwarz quer geteilten Adlersflügel einwärts gewendet. Aus dem zweiten wächst ein geharnischter Arm hervor, der mit der Hand ein Schwert zum Streich führt.
- Blasonierung des Wappens der preußischen Linie: In Rot zwei auf langen gegeneinander gebogenen unten gekreuzten Stielen sitzende silberne Seeblätter. Auf dem gekrönten Helm die Schildfigur auf einem roten Flügel. Die Helmdecken sind rot-silbern.[5]

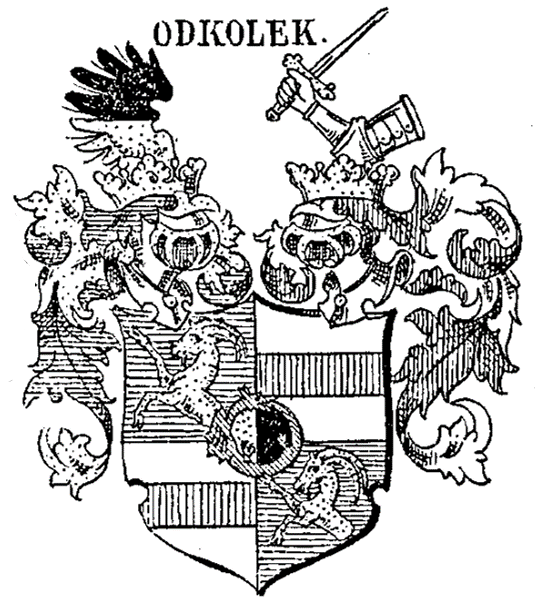
Wappen derer von Odkolek, Ritter und Freiherren von Augezdec bei Johann Siebmacher
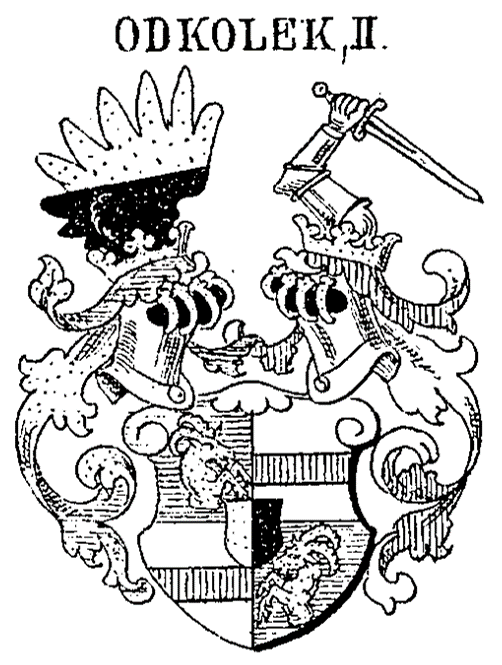
Wappen der Freiherren von Odkolek von Augezd bei Johann Siebmacher
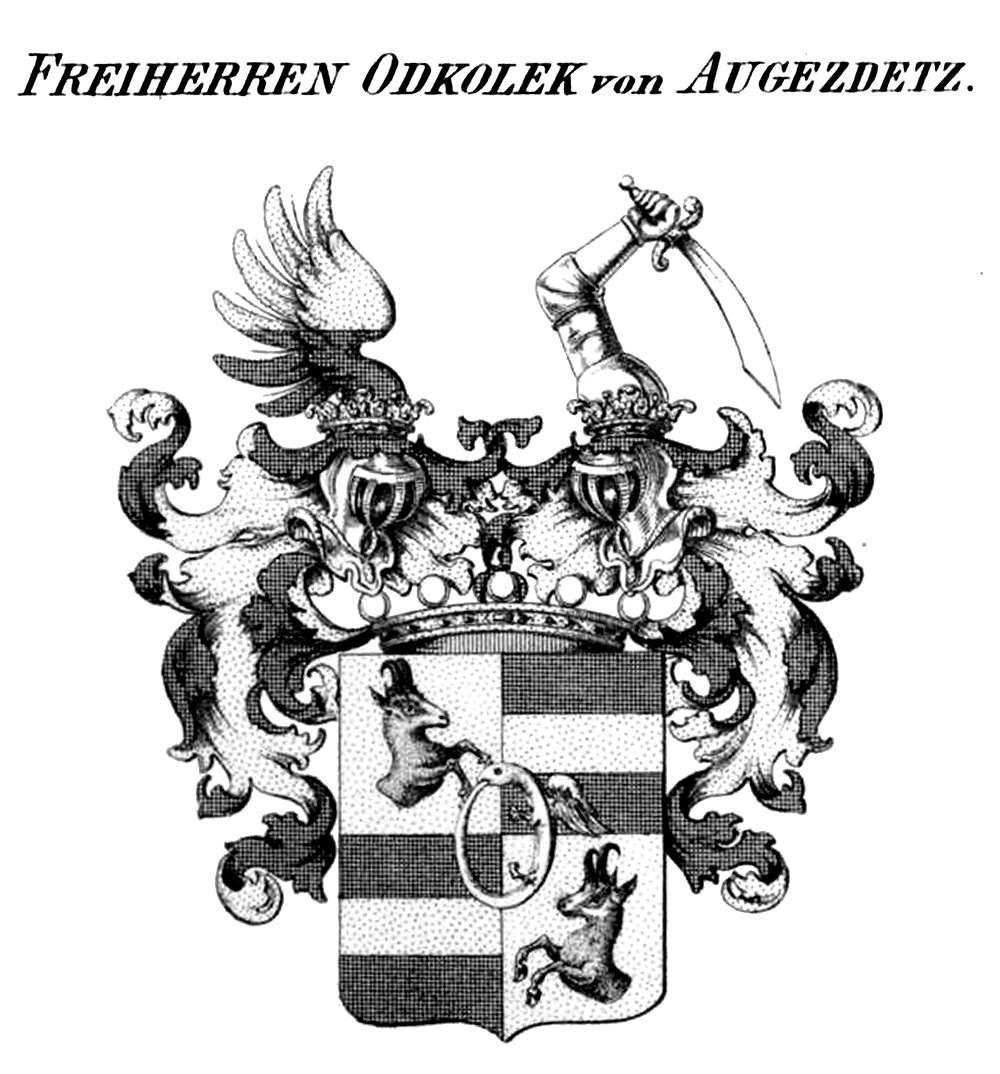
Wappen im Tyroffschen Wappenbuch
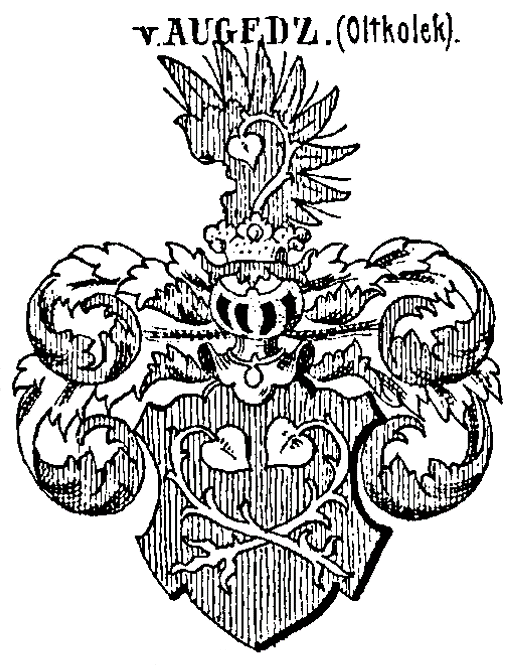
Wappen der Ottkolek von Augedz bei Johann Siebmacher

## Persönlichkeiten

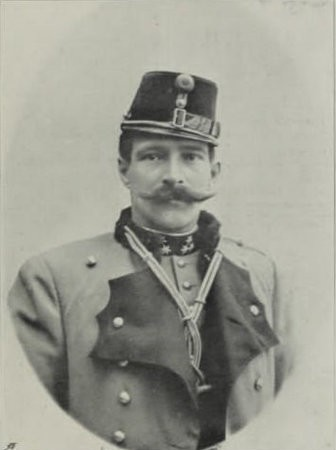
Adolf Odkolek von Újezd

- Adolf Odkolek von Újezd (1854–1917), böhmisch-österreichischer Waffentechniker und k.u.k. Offizier.
- Wilhelm Heinrich Odkolek von Augezd († 1681), böhmischer Hofkammerrat, Kreis- und Oberhauptmann